# Saint-Cirq (Tarn-et-Garonne)
Saint-Cirq é uma comuna francesa na região administrativa de Occitânia, no departamento de Tarn-et-Garonne. Estende-se por uma área de 15,96 km². Em 2010 a comuna tinha 570 habitantes (densidade: 35,7 hab./km²).